# 双面胶 (小说)
《双面胶》，新加坡小说家六六的著作，讲述中国大陆普通家庭婆媳之间矛盾的故事。

## 故事
小说讲述了中国大陆普通家庭上海媳妇和东北婆婆的婆媳之间矛盾的故事。
胡丽娟是土生土长的上海女人，后来她嫁给了东北小伙子李亚平，两人在丈母娘家的帮助下在上海买房安了家。李亚平从一个粗夯鲁莽的东北人变成了一个体贴温柔的上海男人，不过好景不常，自从婆婆搬过来之后，婆婆决心用中华传统文化的三纲五常君君臣臣父父子子来改造媳妇胡丽娟，婆媳之间的矛盾自此爆发并且闹得不可开交，最后使得这个温馨的家庭从此破裂。

## 风格
小说用平淡朴实的家庭生活表现了中国上千年的婆媳关系主题，故事类似远古诗歌《孔雀东南飞》，作品中流露出作者对封建伦理和礼教的对抗精神。

## 书中人物
- 胡丽娟，上海女人，温柔贤惠，后嫁给了东北人李亚平。
- 李亚平，东北男人，粗夯鲁莽，娶胡丽娟为妻子。
- 亚平妈，东北人，传统保守，重视三纲五常封建伦理道德。

## 作者
六六，毕业于安徽大学，新加坡小说家，著名作品有《心术》、《蜗居》、《王贵与安娜》。